# Audiofeeline
Audiofeeline est un artiste electro français auto produit, issu de la scène bretonne. Il est également connu pour avoir joué dans le groupe métal F.I.K'Ass en tant que guitariste. De 1999 à 2008, l'essentiel de ses productions seront tournées vers la musique électronique. En 2012, l'artiste change de registre pour se tourner vers des instruments plus classiques comme la guitare et le piano.

## Discographie
- 1998: CD Hardcore No Control 1 — BreizhCore Productions
- 1999: CD Hardcore No Control 2 — BreizhCore Productions
- 2002: CD Adrenaline Cafe — BreizhCore Productions
- 2003: CD Stranges Visions — BreizhCore Productions
- 2003: CD Memory — BreizhCore Productions
- 2004: CD Digital — BreizhCore Productions
- 2005: CD B-Side — BreizhCore Productions
- 2008: The Return Of The Beast — Autoproduit
- 2012 : L1F3 — Autoproduit
- 2012 : Live @ Howard Blink's Studio — Autoproduit
- 2015 : Parenthèse — Autoproduit